# Erich von dem Knesebeck-Milendonck
Erich Karl Friedrich Wilhelm Paridam von dem Knesebeck, seit 1870 Freiherr von dem Knesebeck-Milendonck (* 13. Oktober 1844 in Tylsen, Altmark; † 16. April 1907 in Karwe) war ein preußischer Landrat des Kreises Ruppin.

## Leben

### Herkunft
Seine Eltern waren der Abgeordnete und Rittergutsbesitzer Alfred von dem Knesebeck und dessen Ehefrau Franziska Sophie, geborene von Bojanowski (1822–1910), Tochter des Xaver von Bojanowski, aus dem Hause Groß-Kmehlen. Sein Vater hatte am 10. März 1870 durch den preußischen König Wilhelm I. die Genehmigung erhalten, Namen und Wappen eines „Freiherr von dem Knesebeck-Milendonck“ erblich anzunehmen.

### Karriere
Knesebeck studierte an der Ruprecht-Karls-Universität Heidelberg Rechtswissenschaft. Wie Ernst von Treskow, Max von Gevekot und Rudolf von Borries wurde er 1863 im Corps Vandalia Heidelberg recipiert. Als Inaktiver wechselte er an die Friedrich-Wilhelms-Universität zu Berlin. 1866 nahm er als Freiwilliger am Deutschen Krieg teil. 1867 wurde er zum Sekondeleutnant befördert. Als solcher nahm er auch am Deutsch-Französischen Krieg 1870/71 teil. Als Rittmeister im Thüringischen Husaren-Regiment Nr. 12 schied er 1871 aus dem aktiven Militärdienst aus und übernahm die Leitung des Ritterguts Karwe. 1880 legte er in Berlin das Referendarexamen ab. Von 1888 bis 1907 war er Landrat des Kreises Ruppin. Er starb mit 62 Jahren im Amt und war als Ehrenritter des Johanniterorden ehrenamtlich organisiert.

### Familie
Er heiratete am 5. Oktober 1869 in Merseburg Helene von Ohlen und Adlerskron (* 1851), Tochter der Berta Lachmann († 1867) und des schlesischen Gutsbesitzers Eugen von Ohlen und Adlerskron († 1852). Das Paar hatte mehrere Kinder:
- Levin Erich (1870–1953), preußischer Landrat
- Hans (1872–1965) ⚭ 1924 Amelie Gräfin von Pfeil und Klein-Ellguth (1897–1982)
- Katharina (1874–1953) ⚭ Alexander von der Hagen (1870–1922), Herr auf Nackel,[3] Ritterschaftsrat
- Kurt (* 1875), Leutnant d. R. a. D., Bes.[4] d. Hazienda La Joya im Bundesstaat Durango in Mexico
- Margaret (* 1876) ⚭ Adolf von Kriegsheim, Fideikommissherr auf Barsikow, Hauptritterschaftsdirektor, Domherr zu Brandenburg, Stiftshauptmann zu Kloster Lindow
- Helene (* 1878) ⚭ Detlev zu Reventlow (1874–1961), preußischer Major a. D.
- Viktor (1879–1945), vormals auf Woltersdorf Krs. Soldin, dann auf Seiffersdorf Krs. Grottkau, Rittmeister d. Landwehr, ⚭ Lilly von Arnim (1876–1953)[5]
- Kraft (1887–1929), Major, auf Schwastorf b. Schloen ⚭ 14. Mai 1914 Editha Finck von Finckenstein (1895–1976)

Der Politiker Kurt von Ohlen und Adlerskron war sein Schwager.